# Quint Fabi
Quint Fabi (en llatí Quintus Fabius Q. F. Q. N.), del que no se sap del cert si va portar el cognom Màxim, va ser probablement fill de Quint Fabi Màxim Gurges i pare de Quint Fabi Màxim Verrugòs. Va ser un magistrat romà que pertanyia a la gens Fàbia, i segurament a la branca dels Fabi Màxim.
Va ser elegit cònsol l'any 265 aC. Va ser empresonat per un qüestor a Apol·lònia d'Il·líria, però un cop jutjat va ser deixat lliure sense càrrec.